# Polystichum omeiense
Polystichum omeiense är en träjonväxtart som beskrevs av Carl Frederik Albert Christensen. Polystichum omeiense ingår i släktet Polystichum och familjen Dryopteridaceae. Inga underarter finns listade.